# 38 Special (álbum)
38 Special es el álbum debut homónimo de la banda estadounidense de rock sureño 38 Special y fue publicado por A&M Records en 1977.  Se relanzó en 2003 en formato de disco compacto por Lemon Records.

## Grabación
El disco fue grabado y mezclado en el estudio The School House y fue masterizado en el Sterling Sound de Nueva York, Estados Unidos.  La producción del álbum corrió por parte de Dan Hartman. De este vinilo se lanzaron dos sencillos: «Long Time Gone» y «Tell Everybody», ambos en 1977.

## Recepción y crítica
En el mismo año de su publicación, 38 Special entró en los listados de popularidad en EE. UU., llegando a la posición 148.º en el Billboard 200, permaneciendo en dicha lista cinco semanas.
La crítica realizada por el editor de la revista Rolling Stone John Swenson hacia 38 Special empieza diciendo que «a pesar de que 38 Special es la segunda banda de la familia Van Zant, cualquier similitud entre 38 Special y Lynyrd Skynyrd es genérica». Ya lo que en materia musical se refiere, la apreciación de Swenson a este material discográfico es positiva, de hecho, lo describe como «mejor que cualquier álbum de Lynyrd Skynyrd».  El crítico musical Robert Christgau calificó a este disco con un D+, mencionando en su reseña un «verso inspiracional».  En tanto, la página especializada Allmusic le otorgó una puntuación de dos estrellas de cinco posibles.

## Lista de canciones
| Cara A |                      |                                                           |          |  |
| N.º    | Título               | Escritor(es)                                              | Duración |  |
| 1.     | «Long Time Gone»     | Donnie Van Zant / Don Barnes / Jeff Carlisi / Kenny Lyons | 3:58     |  |
| 2.     | «Fly Away»           | Van Zant / Barnes / Carlisi                               | 5:11     |  |
| 3.     | «Around and Around»  | Chuck Berry                                               | 3:27     |  |
| 4.     | «Play a Simple Song» | Van Zant / Carlisi                                        | 3:13     |  |
| 5.     | «Gypsy Belle»        | Van Zant / Barnes / Carlisi                               | 4:58     |  |

| Cara B |                          |                             |          |  |
| N.º    | Título                   | Escritor(es)                | Duración |  |
| 6.     | «Four Wheels»            | Van Zant / Barnes / Carlisi | 4:41     |  |
| 7.     | «Tell Everybody»         | Van Zant / Barnes           | 4:09     |  |
| 8.     | «Just Hang On»           | Van Zant / Barnes / Carlisi | 5:00     |  |
| 9.     | «Just Wanna Rock & Roll» | Van Zant / Barnes / Carlisi | 5:56     |  |
| 40:47  |                          |                             |          |  |

## Créditos

### 38 Special
- Donnie Van Zant — voz principal, guitarra y coros.
- Don Barnes — guitarra y coros.
- Jeff Carlisi — guitarra, steel guitar y dobro.
- Larry Junstrom — bajo (en el tema «Fly Away»).
- Jack Grondin — batería.
- Steve Brookins — batería.

### Músicos adicionales
- Dan Hartman — piano (en el tema «Fly Away»).
- Terry Emery — piano (excepto en el tema «Fly Away»).
- Kenny Lyons — bajo (excepto en el tema «Fly Away»).
- Lani Groves — coros (en los temas «Fly Away», «Tell Everybody» y «Just Hang On»).
- Carl Hall — coros (en los temas «Fly Away», «Tell Everybody» y «Just Hang On»).
- Joslyn Brown — coros (en los temas «Fly Away», «Tell Everybody» y «Just Hang On»).

### Personal de producción
- Dan Hartman — productor, ingeniero de audio y mezcla.
- Dave Still — ingeniero de sonido y mezcla.
- Greg Calbi — masterización.
- Roland Young — director de arte.
- Junie Osaki — diseño.
- Stan Svenson — diseño de logo de portada.
- Larry DuPont — trabajo de arte.
- Neil Selkirk — fotógrafo.
- Tina Bossidy — estilista.

## Listas
| Año  | País           | Lista         | Posición máxima |
| ---- | -------------- | ------------- | --------------- |
| 1977 | Estados Unidos | Billboard 200 | 148             |